# Stefan Zingerle
Stefan Zingerle (* 8. August 1981 in Bruneck) ist ein ehemaliger italienischer Biathlet.
Stefan Zingerle lebt und trainierte in Antholz. Der Soldat startete für C. S Esercito. Er begann 1993 mit dem Biathlonsport und gehörte seit 2000 dem Nationalkader Italiens an. 2001 startete er in Chanty-Mansijsk bei seinen ersten und einzigen Junioren-Weltmeisterschaften, bei denen er 29. im Sprint, 16. der Verfolgung und Elfter mit der Staffel wurde. Im Biathlon-Europacup kam der Italiener 2004 als Zehntplatzierter eines Sprints in Méribel erstmals unter die besten Zehn. Bereits zwei Jahre zuvor hatte er in der Haute-Maurienne als Elfter des Sprints seine erste Top-10-Platzierung nur knapp verfehlt. Es folgte die Teilnahme an den Biathlon-Europameisterschaften 2004 in Minsk, wo Zingerle 42. in Sprint und Verfolgung sowie 44. im Einzel wurde. 2005 wurde er Italienischer Meister im Sprint und am Ende der Saison 2004/05 erreichte er als Drittplatzierter eines Sprints in Gurnigel hinter Julien Ughetto und Gaël Poirée sein bestes Resultat im Europacup. 2006 nahm er in Langdorf zum zweiten Mal an Europameisterschaften teil. Im Sprint erreichte er den 13. Platz, wurde 36. der Verfolgung und 37. des Einzels. Im Sprintrennen kam an der Seite von Christian Hofer, Markus Windisch und Mattia Cola ein elfter Rang hinzu. Gegen Ende der Saison 2005/06 debütierte Zingerle in Pokljuka im Biathlon-Weltcup. Mit zwei 47. Plätzen in Sprint und Verfolgung erreichte er in seinen beiden ersten Rennen auch gleich seine besten Resultate in der höchsten Rennserie des Biathlons. Ein geplanter Start an der Seite von Barbara Ertl, Windisch und Nathalie Santer-Bjørndalen bei der Biathlon-Mixed-Relay-Weltmeisterschaft 2006 kam nicht zustande. Die Biathlon-Europameisterschaften 2008 in Nové Město na Moravě wurden zum letzten Großereignis des Italieners. Im Einzel lief er auf den 22. Platz, wurde 27. des Sprints und 36. der Verfolgung. Mit Cola, Nicola Pozzi und Armin Kasslatter wurde Zingerle als Schlussläufer der Staffel Zehnter. 2009 gewann er bei den italienischen Meisterschaften in Forni Avoltri mit der B-Mannschaft seines Vereins C. S Esercito vor der A-Mannschaft den Titel im Staffelrennen. Nach der Saison 2009/10 beendete er seine Karriere.

## Biathlon-Weltcup-Platzierungen
Die Tabelle zeigt alle Platzierungen (je nach Austragungsjahr einschließlich Olympische Spiele und Weltmeisterschaften).
- 1.–3. Platz: Anzahl der Podiumsplatzierungen
- Top 10: Anzahl der Platzierungen unter den ersten zehn (einschließlich Podium)
- Punkteränge: Anzahl der Platzierungen innerhalb der Punkteränge (einschließlich Podium und Top 10)
- Starts: Anzahl gelaufener Rennen in der jeweiligen Disziplin
- Staffel: inklusive Mixed- und Single-Mixed-Staffeln

| Platzierung         | Einzel | Sprint | Verfolgung | Massenstart | Staffel | Gesamt |
| ------------------- | ------ | ------ | ---------- | ----------- | ------- | ------ |
| 1. Platz            |        |        |            |             |         |        |
| 2. Platz            |        |        |            |             |         |        |
| 3. Platz            |        |        |            |             |         |        |
| Top 10              |        |        |            |             |         |        |
| Punkteränge         |        |        |            |             | 1       | 1      |
| Starts              | 1      | 3      | 1          |             | 1       | 6      |
| Stand: Karriereende |        |        |            |             |         |        |